# 德雷絲·紐曼
德雷絲·紐曼（德語：Therese Neumann，1898年4月8日—1962年9月18日）是德國的天主教神秘家，領有聖痕的恩賜。
德雷絲誕生於德國巴伐利亞科內爾斯羅伊特的村莊，在那裡渡過大半人生。她來自一個收入微薄的大家庭，本身是聖方濟第三修會的一員。

## 病恙
1918年3月10日，德雷絲在舅舅家的穀倉就近火堆時從凳子上跌落，造成身體一部分癱瘓。那段期間她不斷跌倒、受傷。一次較嚴重的意外造成她失去大部分的視力，1919年變成全盲。據說臥病在床時，她也飽受褥瘡所苦，有時傷口深可見骨。
據聞，1923年4月29日小德蘭被羅馬教廷宣為真福，德雷絲也在那天恢復視力。那之前她才剛完成九日敬禮。1925年五月17日，小德蘭被教廷封聖。德雷絲說聽到了她的呼召，小德蘭也醫好她的癱瘓和褥瘡。
1925年11月7日，德雷絲再度臥床不起，同月份13日她被診出盲腸炎。據她親述，等待動手術前她陷入了劇烈的抽蓄，目光直瞪天花板，最後終於說出：「是。」她立刻請家人將她帶到教會，接著在那裡宣稱自己已被醫治了。

## 聖痕
之後，德雷絲身上浮出明顯的聖痕。據她所述，1926年5月5日大齋期首日，她心臟略上方處浮出一個傷口，但德雷絲秘而不宣。雖然如此，她仍向三個宗徒提報看到耶穌在橄欖山上的異象。
3月12日，她告訴姊姊自己又看到了耶穌在橄欖山上被迫戴上荊棘冠冕的異象，同時宣稱她心臟上方的傷口又浮現了。隔週的禮拜五，傷口再度出現。到了三月26日，她見證了耶穌背負十字架的異象，同樣的傷口也出現在她左手。鮮血浸透了她的衣裳，自此她不再保密到家。
而在聖週五，德雷絲在異象中見證了耶穌受難的完整情節。她的手腳都會出現聖痕，兩眼也會流血。鮮血從她傷口湧出，據Josef Hanauer的著作《科內爾斯羅伊特的騙局》所載，旁觀者並未真的看到血流的過程，只看到鮮血沾滿她衣裳的結果。到了那天下午3點，她的堂區神父Fr. Josef Naber被喚來為德雷絲做臨終聖禮。四點鐘，她的情況好轉。受浸禮時人們看到她手腳的傷口。
復活節的周日，她宣稱看到耶穌復活。之後連續每個禮拜五，她都會重複經歷耶穌受難，身心也會遭受同樣的折磨，特別是在每年的聖週五。
1926年11月5日，她的頭、背、雙肩共出現九個傷口。多方來源指出，這些傷口未曾痊癒，也不會感染，直到她死前都一直在。

## 免食
從1923年到她去世的1962年，德雷絲宣稱除了聖體之外什麼也不吃，1926年至她臨終這段期間甚至滴水不沾。
蒙塔格·薩默斯在《神祕主義的物理現象》一書中提到她能夠長時間不吃不喝應屬超自然力。

## 雜項
據稱在她某些周五的出神狀態中會口吐古亞拉姆語。傳聞她也聽得懂希伯來、希臘语和拉丁語。
德意志第三帝國期間，德雷絲淪為人們嘲笑、誹謗的標靶，因為納粹知曉她的異議觀點，懼怕她日益擴大的名聲，因此派出蓋世太保監視她。她本人從未遭到身體上的傷害，但她家、堂區和神职人员卻都遭到武力攻擊。她也鼓勵弗里澤·格里奇繼續對抗希特勒和他的黨羽。格里奇隨後就被殺了。
著名印度聖人尤迦南達曾拜訪過她，並將她的事蹟記載在《一個瑜伽行者的自傳》第39章「德雷絲的聖傷」，原書於1946年出版，生動描繪她每周五所見到的耶穌受難異象，提供了寶貴的第一手資料。
來自邁森(R.L.M.)新塞勒姆斯公社的靈媒Reinhard Lorenz於1929年收到有關德雷絲的靈訊，據說訊息來自阿爸天父，內容已出版於新塞勒姆斯運動的期刊《太初有道》。一言以蔽之，發生在科內爾斯羅伊特的超凡現象無庸置疑是神所應允的。即便是科學也無法找到合理的解釋。每個人都應向內心尋求了解該時代那些徵兆的背後意義，如此便足以產生各種有益的思想了。因著人們的邪惡、錯誤知見，有些人指使神做點什麼，但神只是行使祂的冀望，最終將會成就祂的旨意。仰望神而未受攪擾的人有福了。
1962年九月18日，德雷絲幾度心絞痛後死於心臟驟停。
羅馬天主教未曾證實或否認她的免食（評論認為正是因為不吃不喝她才備受身心折磨）或聖痕。儘管如此，被暱稱為Resl（德文，對應的英文為Tessa）的德雷絲仍被民間視為熱心敬禮的典範；多達四千人請願將她宣福。2005年，雷根斯堡主教格哈德·路德維希·繆勒正式啟動梵蒂岡的宣福程序。

## 註記

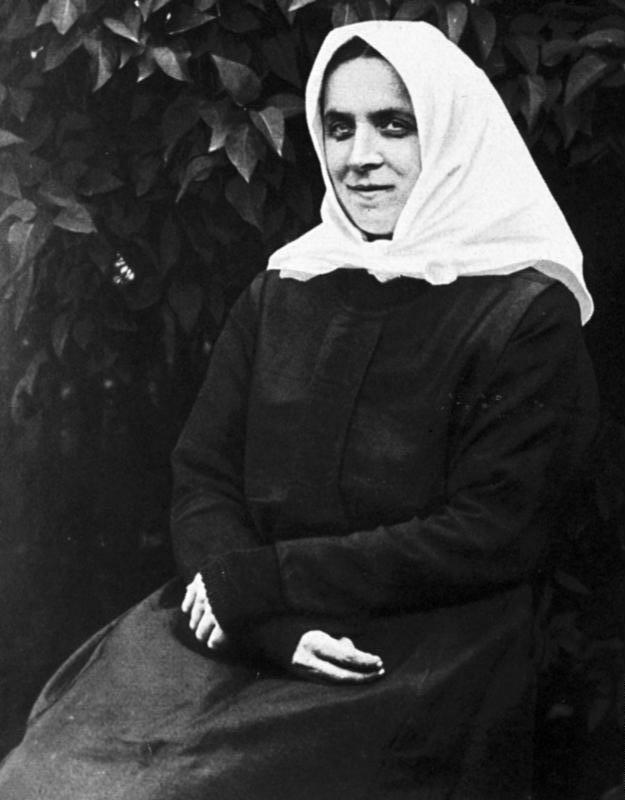
德雷絲·紐曼

1. ↑  《領受聖痕恩賜的神祕家：德雷絲·紐曼的生與死》（原題 Life and Death of Therese Neumann, Mystic and Stigmatist），Albert Vogl著，ISBN 0-533-03379-9 (Vogl)，頁2
2. ↑  Vogl, 3
3. ↑  Vogl, 頁4
4. ↑  Vogl, 頁4、5
5. ↑  Vogl, pp. 5, 6
6. ↑  Vogl，頁7
7. ↑  原題 The Swindle of Konnersreuth
8. ↑  Hanauer, Josef, 《科內爾斯羅伊特的騙局，永不停歇的醜聞 （页面存档备份，存于）》，webpage found 2007-10-23.
9. ↑  Vogl, p. 17
10. ↑  原題 Physical Phenomenon of Mysticism （页面存档备份，存于）
11. ↑  Vogl, pp. 48,49
12. ↑  Vogel, ibid., pp. 77.
13. ↑   《一個瑜伽行者的自傳》，P. Yogananda, copyright 1946 P. Yogananda, 13th ed., 1998, Library of Congress, ISBN 0-87612-079-6, ch. 39, pp. 418-428
14. ↑  譯按：據尤迦南達《一個瑜伽行者的自傳》所述，德雷絲每一天的生命都在展現耶穌說過的話，即「人活著不是單靠食物，乃是靠神口裡所說出的一切。」（馬太4:4）
15. ↑  德文原題 Das Wort
16. ↑  原文 "It is said that the startling phenomenon of Konnersreuth is approved by God to be an impact that can't be argued away. Science will not be able to make out how the wonder happened and persist. Everyone should look into his heart for understanding and this will create various useful thoughts to understand the signs of the times. Because they consider it ungodly and amiss, some want dictate to God what to do, but God does what he wants and will achieve his goal at last. Blessed is he, who not gets annoyed at God." 摘自新塞勒姆斯公社，《太初有道》，1929, 頁172

## 外部連結
- Youtube影像資料 （页面存档备份，存于）
- 東方智慧西行記（五）：耶穌基督的印度緣 （页面存档备份，存于）